# Aargauer Fussballverband
La Aargauer Fussballverband (abbreviata AFV) è un'associazione regionale sotto l'egida dell'Associazione Svizzera di Football e si occupa della gestione del campionato di calcio della regione Argovia di Seconda Lega, Terza Lega, Quarta Lega e Quinta Lega, oltre che alla coppa regionale, la Aargauer Cup.